# ونکتدریپورم
ونکتدریپورم (به انگلیسی: Venkatadripuram) یک روستا در هند است که در آندرا پرادش واقع شده‌است.